# Daweishan (köpinghuvudort i Kina, Hunan Sheng, lat 28,46, long 114,01)
Daweishan är en köpinghuvudort i Kina. Den ligger i provinsen Hunan, i den södra delen av landet, omkring 110 kilometer öster om provinshuvudstaden Changsha. Antalet invånare är 20 042. Befolkningen består av 9 552 kvinnor och 10 490 män. Barn under 15 år utgör 16,0 %, vuxna 15-64 år 70 %, och äldre över 65 år 12,0 %.
Runt Daweishan är det tätbefolkat, med 286 invånare per kvadratkilometer. Närmaste större samhälle är Zhangfang, 17,6 km sydost om Daweishan. I omgivningarna runt Daweishan växer i huvudsak blandskog.
Genomsnittlig årsnederbörd är 2 205 millimeter. Den regnigaste månaden är maj, med i genomsnitt 372 mm nederbörd, och den torraste är oktober, med 50 mm nederbörd.